# SVD Dragunov
SVD Dragunov (formalmente Снайперская винтовка Драгунова, Snayperskaya Vintovka Dragunova alla lettera “fucile di precisione di Dragunov”) è un fucile di precisione semiautomatico camerato per la cartuccia 7,62 × 54 mm R sviluppato in Unione Sovietica.
Seppur venga inquadrato come fucile di precisione, esso è in realtà un DMR (Designed Marksman Rifle) cioè un fucile per tiratore scelto. Infatti l'SVD è nato come fucile da supporto alla fanteria, permettendo tiri di precisione su obiettivi nemici senza doversi avvicinare rischiosamente, motivo per il quale manca di gittata utile rispetto ad un fucile da cecchino.

## Storia
Venne originariamente fornito come arma di supporto, dal momento che la capacità di ingaggio della fanteria a lungo raggio era stata quasi completamente eliminata con l'adozione dei fucili d’assalto (adatti a scontri su breve e media distanza). Per questo venne originariamente denominato PVD (ovvero Полуавтоматическая винтовка Драгунова, Poliavtomaticheskaya Vintovka Dragunova vale a dire “fucile semiautomatico Dragunov”).
L'arma risultò vincitrice in un concorso che mise a confronto tre differenti progetti di altrettanti progettisti: Sergei Gavrilovich Simonov, Aleksandr Konstantinov e Yevgeny Dragunov. L'arma diede risultati soddisfacenti e nel 1963 venne ufficialmente adottata dall'esercito. Nel 1964 cominciò la produzione di massa alla Izhmash.
Da quel momento, il Dragunov divenne arma popolare in molti paesi, compresa buona parte di quelli aderenti al Patto di Varsavia. La produzione su licenza iniziò in Cina (con le varianti Type 79 e Type 85) e in Iran (come copia diretta della variante cinese).

## Dettagli tecnici

### Funzionamento
Il Dragunov è un fucile semiautomatico operato a gas che sfrutta un pistone a corsa corta. La chiusura dell'arma avviene tramite otturatore rotante, tenuto in sede da tre perni. Il fucile possiede due regolatori manuali per i gas.
Dopo lo sparo dell'ultimo colpo, otturatore e porta otturatore sono mantenuti in apertura (hold open) e possono essere svincolati tramite arretramento della leva di armamento. Il castello dell'arma è ricavato dal pieno per ottenere maggiore precisione e resistenza del pezzo. Il castello del Dragunov è esteticamente molto simile a quello della serie AK, con cui condivide organi di mira e selettore di fuoco.

### Canna
La canna dell'arma risulta piuttosto sottile, per garantire all'arma un peso limitato, e termina con un soppressore di fiamma. La canna è interamente cromata per aumentare la resistenza all'usura. Negli anni '70, il passo di rigatura della canna venne ridotto a 240 mm, operazione che ridusse del 19% la precisione complessiva dell'arma. La modifica aveva lo scopo di adattare l'arma all'uso di munizioni traccianti, perforanti e incendiarie (munizioni che richiedono rigature a passo ridotto per essere stabilizzate).

### Alimentazione
L'arma è alimentata tramite caricatore amovibile da 10 colpi in 7,62 × 54 mm R.

### Organi di mira
L'arma presenta mire metalliche, graduate fino a 1 200 m, che possono essere impiegate anche nel caso si stia montando sull'arma un'ottica (che ha un attacco molto alto e dunque non interferisce con il sistema metallico).
Il Dragunov è dotato (di fabbrica) di un'ottica a sgancio rapido PSO-1. Quest'ultima (con una lunghezza totale di 375 mm, coprilente, ingrandimento 4x e 6° di campo visivo) è applicabile unicamente alle scine proprietarie degli SVD. L'ottica include numerose caratteristiche, tra cui i dot per la compensazione, reticolo illuminato e un rilevatore infrarosso. La versione attuale è denominata PSO-1M2, e differisce dall'originale solo per i materiali di costruzione e la mancanza dell'ormai obsoleto rilevatore infrarosso. Il mirino dovrebbe permettere ingaggi su distanze che spaziano dai 600 ai 1 300 m, ma molto dipende dall'esperienza del tiratore.

Chiaramente, l'arma può montare anche ottiche con magnificazioni differenti o reticoli alternativi. I fucili SVDN escono di fabbrica con un mirino notturno integrato, sia esso un NSP-3, NSPU, PGN-1, NSPUM o il rilevatore passivo polacco PCS-6. 

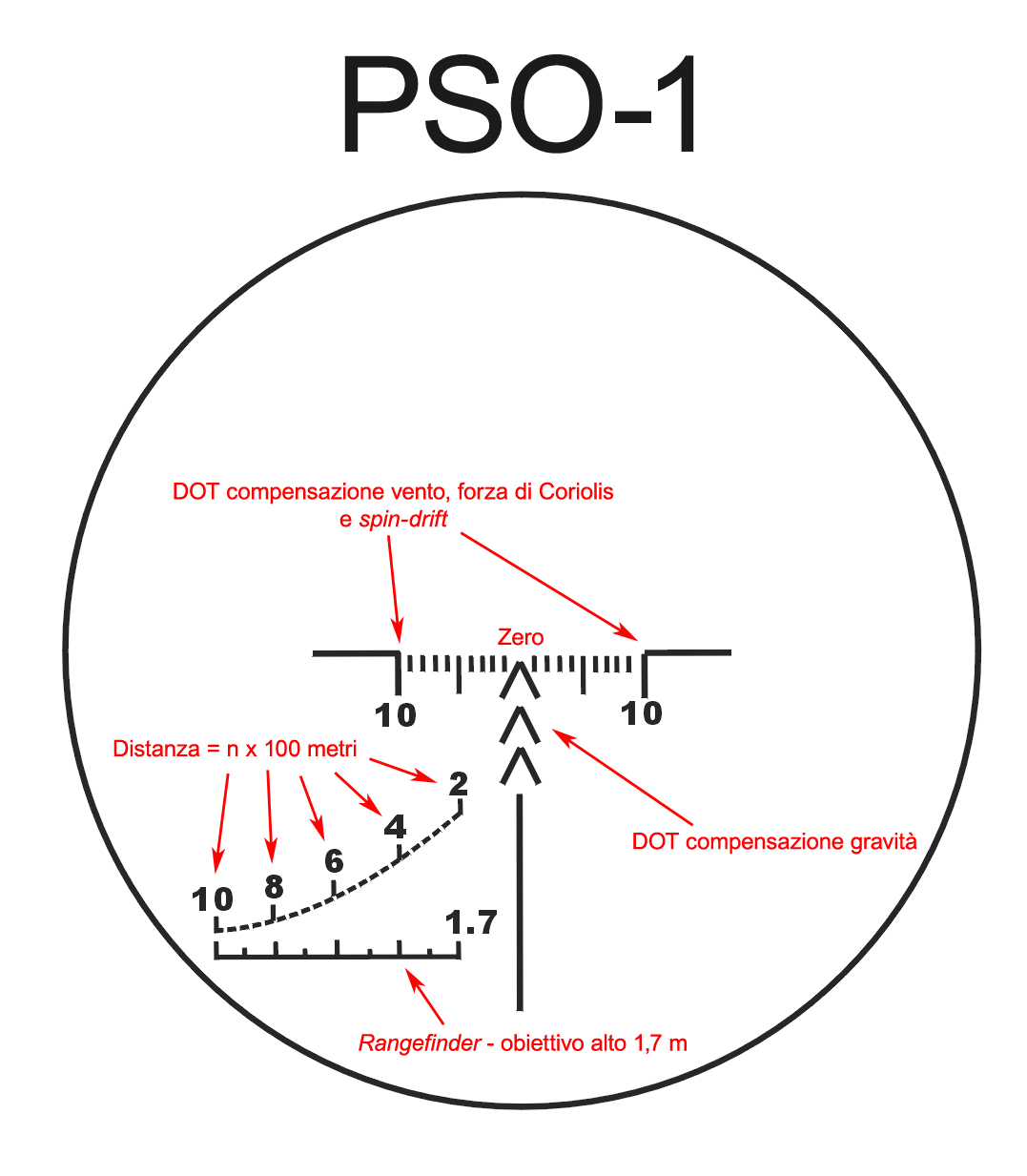
Il reticolo di mira tipico delle ottiche PSO-1

### Calcio
Il Dragunov presenta paracanna e calcio in legno traforati, su cui è possibile installare un supporto per l'appoggio della guancia (che deve essere rimosso per mirare agevolmente con i sistemi metallici). I modelli più recenti sono invece dotati di forniture in polimero nero ultraresistente che mantengono pressoché identiche la forma e le dimensioni (il calcio ha una forma meno stondata e più geometrica).

### Munizionamento
Per il tiro di precisione, vengono impiegate munizioni appositamente sviluppate da V. M. Sabelnikov, P. P. Sazonov e V. M. Dvorianov. Le munizioni 7N1 presentano ogive di piombo incamiciate in acciaio. Nel 1999, la munizione 7N1 è stata sostituita dalla più recente e performante 7N14, sviluppata appositamente per gli SVD. La velocità del proiettile non è stata alterata (circa 830 m/s) ma il rivestimento è stato rinforzato e appuntito. Il fucile può anche sparare le classiche munizioni sovietiche 7,62 × 54 mm R (in tutti i formati).
Gli standard di precisione per gli SVD sono stati stabiliti a tavolino. I produttori devono svolgere test di tiro per verificare se l'arma soddisfa gli standard. Perché il fucile sia utilizzabile, la dispersione verticale non deve superare 1,24 MOA con canne a 240 mm di passo di rigatura (che scende a 1,04 MOA con canne da 320 mm di passo). Con i proiettili standard 57-N-323S, la precisione dell'arma è ridotta, con dispersione verticale massima che sfiora i 2,21 MOA. Gli standard per il Dragunov sono molto simili a quelli stabiliti per il fucile M24 con proiettili M118SB (1,18 MOA) e per il nuovo M110 con munizioni M118LR (1,27 MOA).

## Varianti

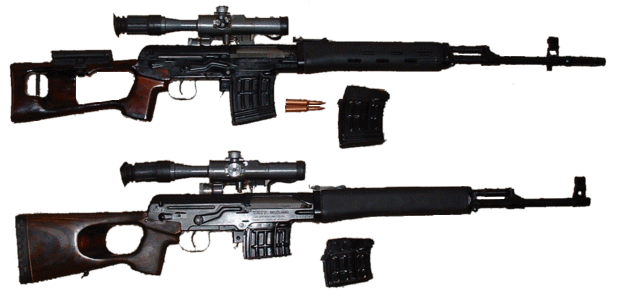
Dragunov importati negli Stati Uniti come ТИГР (o ')

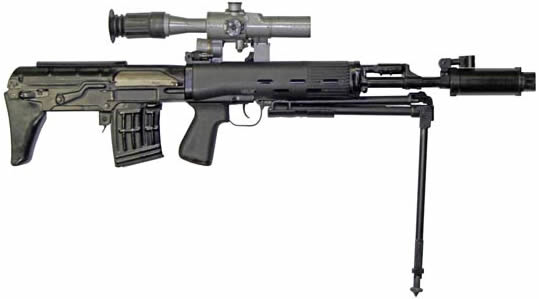
Il Dragunov SVU

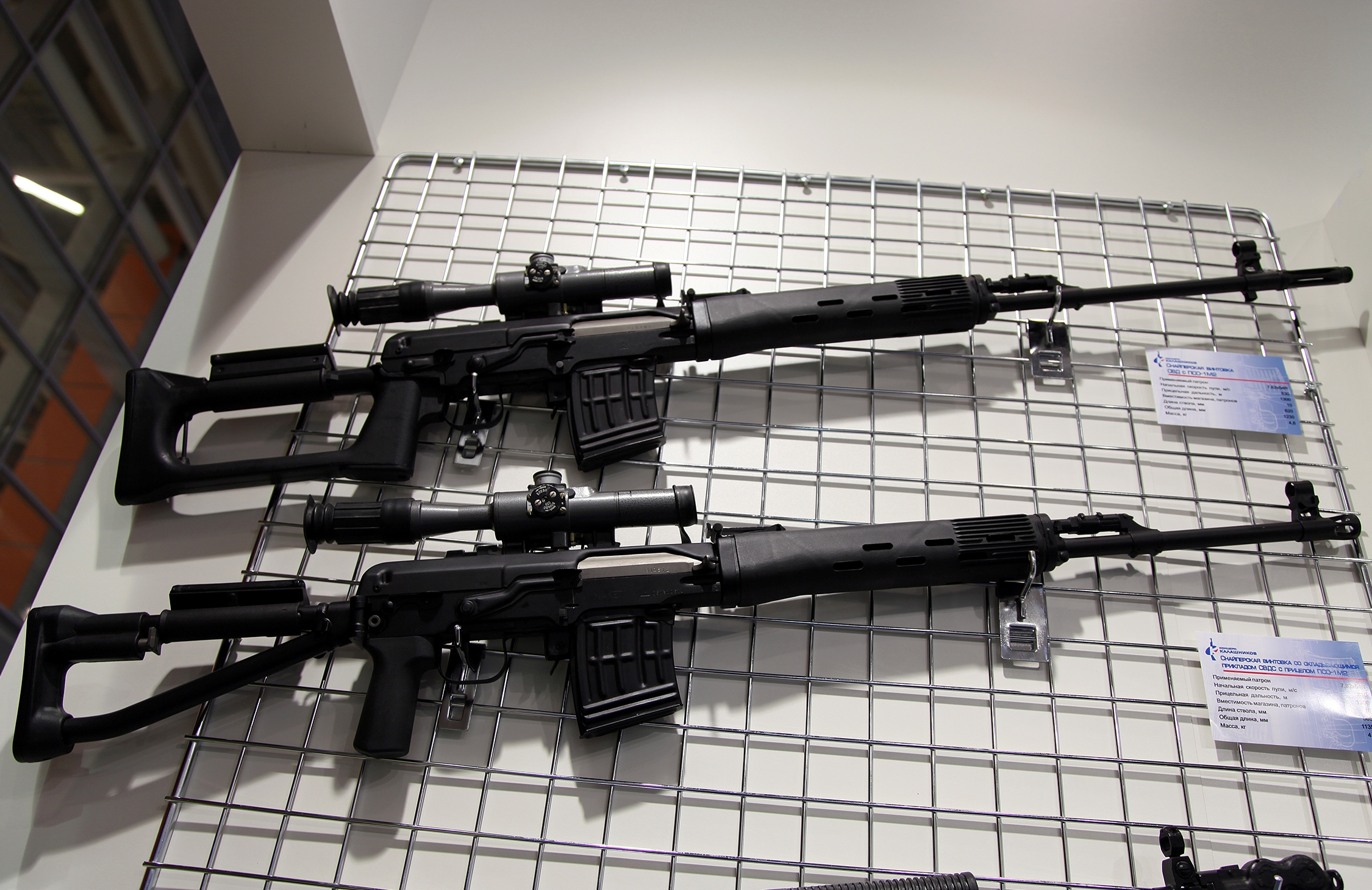
Dragunov SVD (sopra) e SVDS (sotto) con calcio ed impugnatura in polimero nero

Nei primi anni '90 venne introdotta una variante compatta dell'SVD, denominata SVDS (Снайперская Винтовка Драгунова Складная, Snayperskaya Vintovka Dragunova Skladnaya, “fucile di precisione Dragunov con calcio pieghevole”), che presenta appunto un calcio pieghevole sul lato destro dell'arma. La canna è stata appesantita, il castello rinforzato, il cilindro dei gas migliorato e alla fine della canna è stato inserito uno spegnifiamma conico.
Esiste anche una variante dell'SVDS equipaggiata con visore notturno, chiamata SVDS-N.
Nel 1994, la TsKIB SOO Company sviluppò il fucile SVU (Снайперская Винтовка Укороченная, Snayperskaya Vintovka Ukorochennaya, “fucile di precisione, accorciato”) per le forze speciali dell'MVD. Confrontato con l'SVD, il nuovo SVU è sensibilmente più corto (anche grazie alla configurazione bullpup) e presenta una canna accorciata con un particolare spegnifiamma che riesce a ridurre fino al 40% del rinculo.
L'SVDK (Снайперская винтовка Драгунова Короткий, Snayperskaya Vintovka Dragunova Korotkij ovvero “fucile di precisione Dragunov, corto”) è una variante del Dragunov camerato per il 9,3 × 64 mm 7N33. Nel 1998 la Polonia ha adottato una versione modernizzata del Dragunov, con la denominazione SWD-M (nome ufficiale 7,62 mm Karabinu Wyborowego SWD Zmodernizowanego), che monta una canna pesante, un bipiede e un'ottica LD-6 da 6x42.
Un'altra versione è il fucile di precisione iracheno 7,62 mm Al-Kadesih. Molto simile in apparenza, l'arma presenta un castello più lungo con un diverso attacco per la canna (che viene fissata tramite perni, invece che avvitata). Altra differenza vistosa è il caricatore, che nella versione irachena presenta un elaborato rilievo raffigurante una palma.

### Varianti commerciali
Il Dragunov è stato anche utilizzato come base di partenza per diversi fucili da caccia. Nel 1962, la fabbrica Izhevsk mise in produzione il suo Medved (Медведь, “orso”) camerato inizialmente per il 9 × 53 mm e solo successivamente in 7,62 × 51 mm NATO per l'esportazione. Nei primi anni '70, sempre la Izhevsk introdusse il TIGR (Тигр, “tigre”). A oggi, il TIGR è disponibile sia con canna standard (620 mm) sia con canna accorciata (520 mm), calcio standard o calcio pieghevole (stile SVDS) e camerato per svariati calibri, tra cui 7,62 × 54 mm R, .308 Winchester, .30-06 Springfield e 9,3 × 64 mm Brenneke.

## Impiego nei conflitti
Il Dragunov fu sviluppato e introdotto per svariate ragioni. In primis, non era originariamente inteso come arma per soldati altamente specializzati, ma piuttosto per i tiratori sparsi nei vari reparti, per usare la classificazione americana non quindi gli sniper, ma i marksman, cioè il miglior tiratore di un reparto. In ogni plotone degli eserciti del Patto di Varsavia, era presente almeno un soldato armato di Dragunov. Basti pensare che nel solo arsenale della RDT era stoccati circa 2 000 fucili, mentre negli eserciti del blocco occidentale i cecchini erano presenti solo nelle unità speciali. Essendo molto leggero (se paragonato ad altri fucili di precisione in circolazione), il Dragunov svolge egregiamente il suo ruolo in combattimento. Inoltre, è semiautomatico (caratteristica curiosa per un fucile di precisione sviluppato negli anni '60) per permettere l'ingaggio rapido ed eventuali correzioni rapide in caso di errori. La precisione è tuttavia minata dalla leggerezza della canna. L'arma fu progettata per essere prodotta in maniera rapida ed economica.

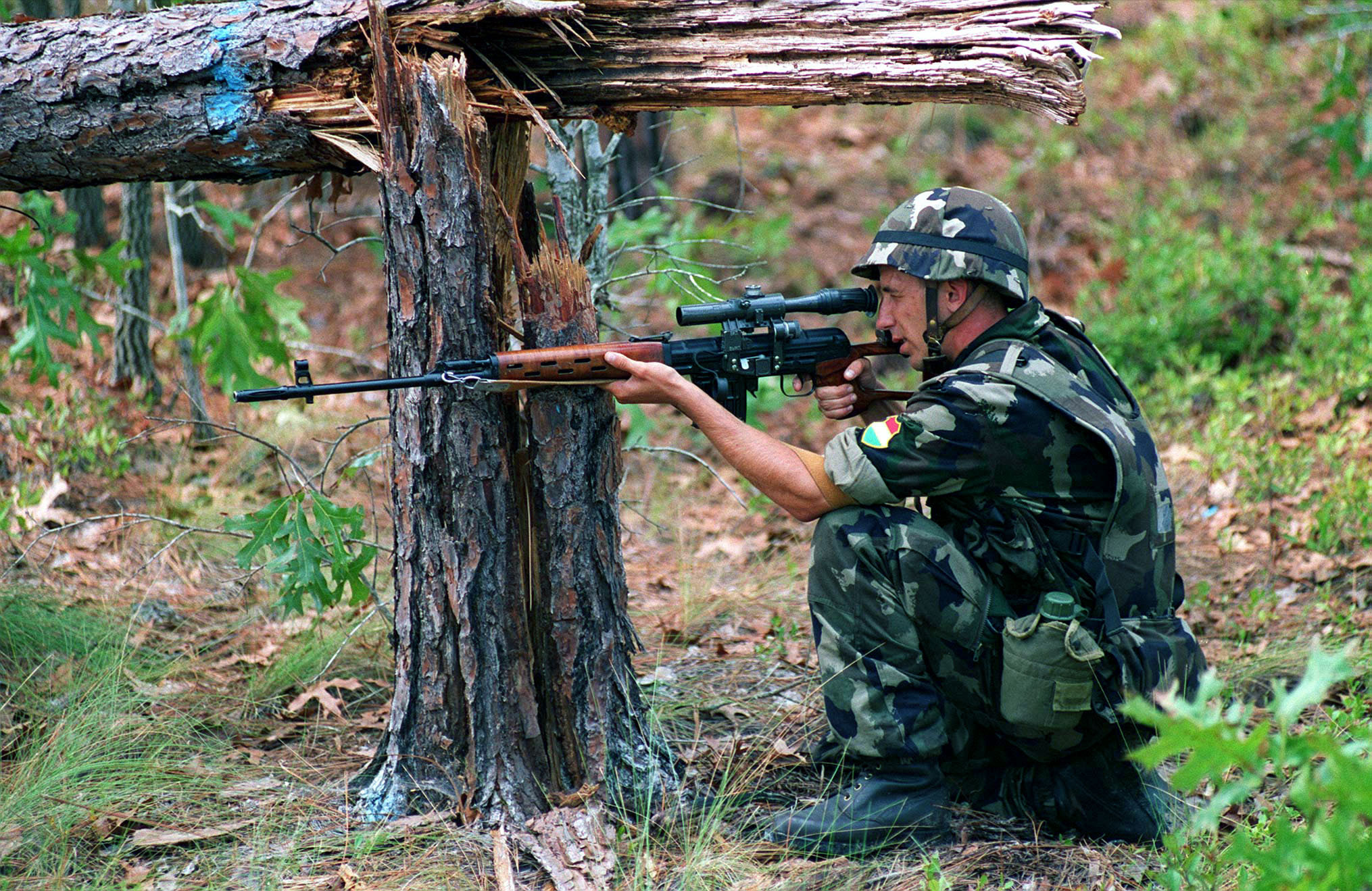
Soldato ungherese prende la mira con un SVD.

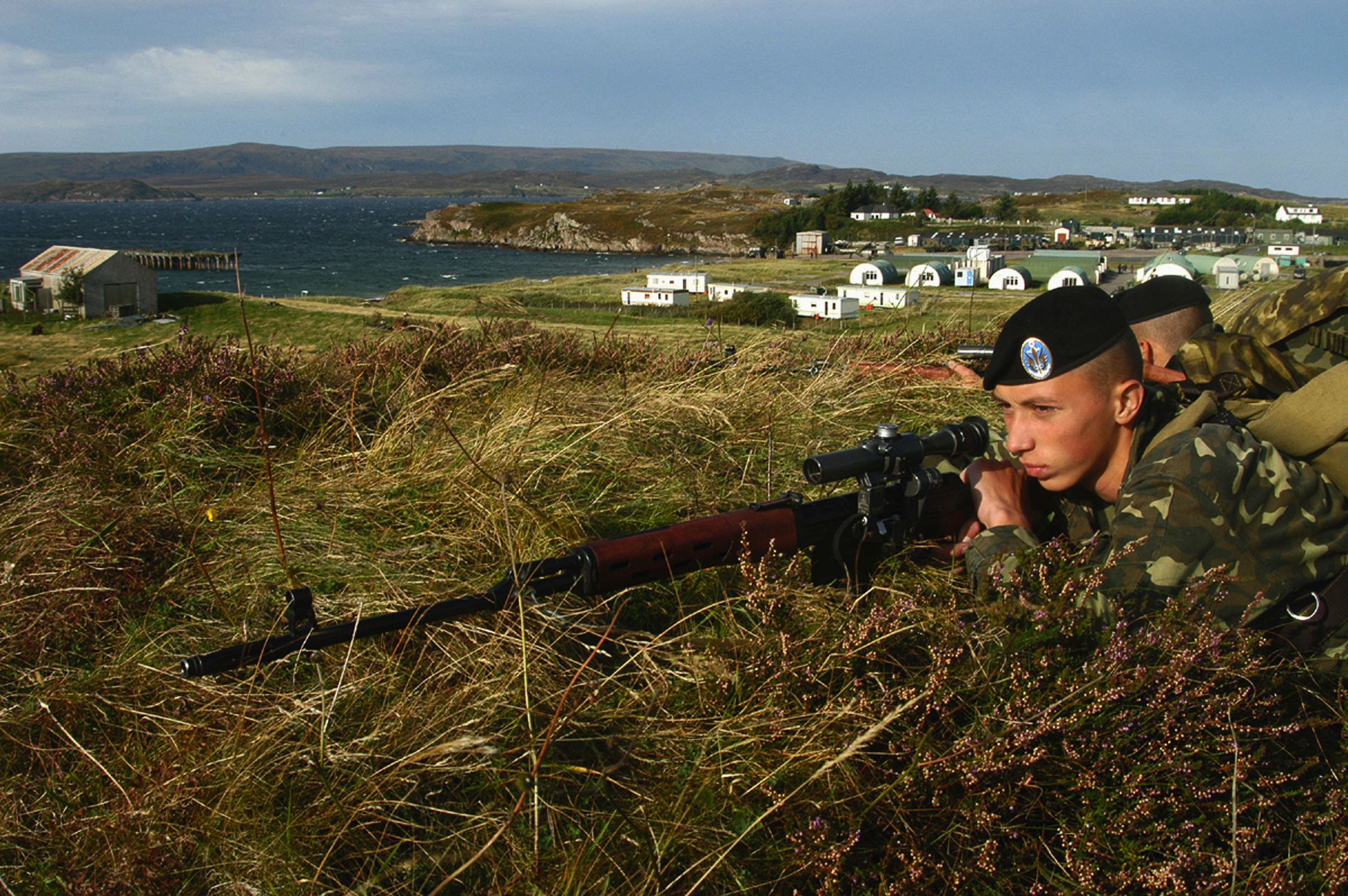
Un soldato ucraino si addestra all’utilizzo dell’SVD Dragunov

## Utilizzatori
- Afghanistan[8]
- Albania[9]

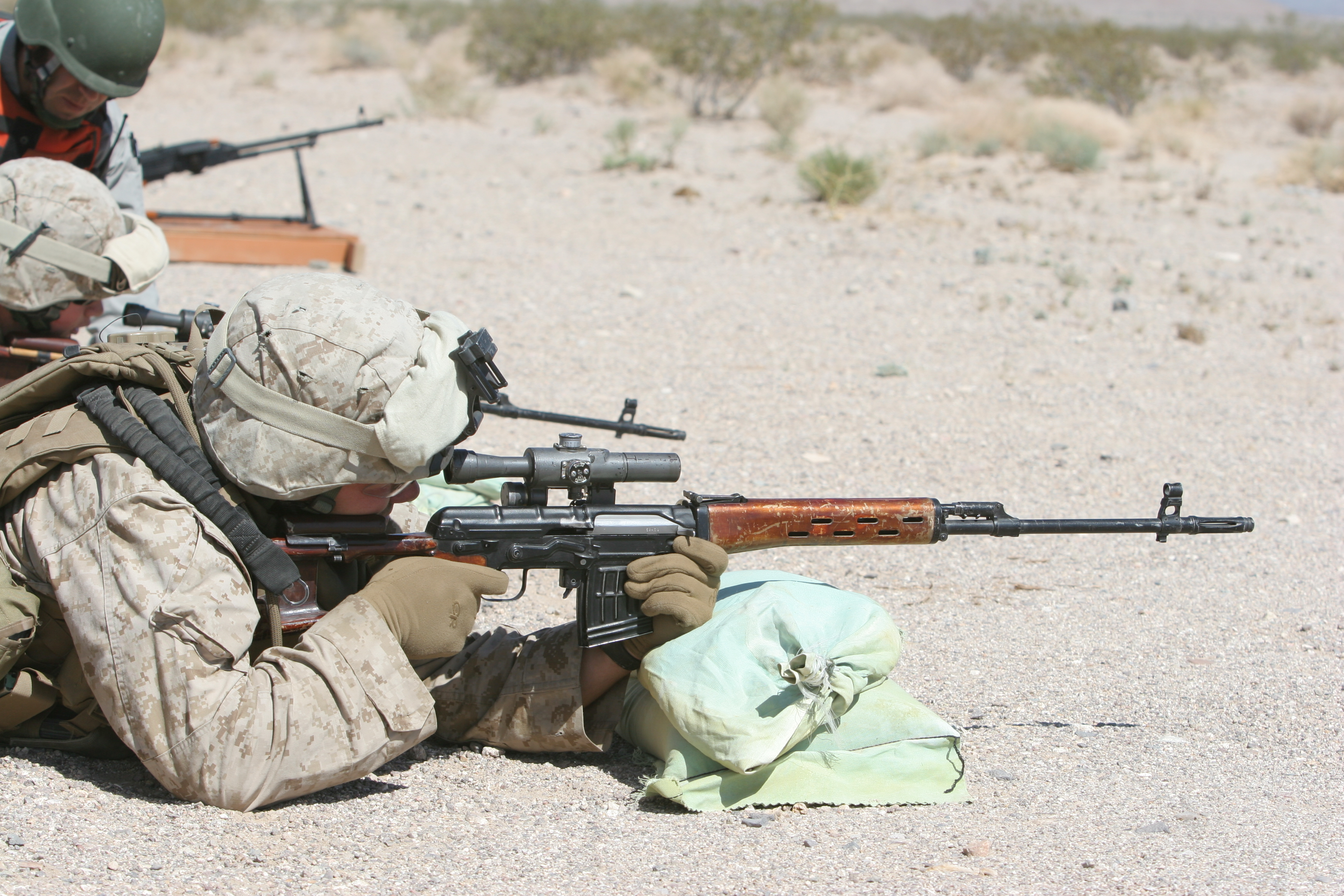
Un marine americano riceve istruzioni su come utilizzare un SVD

- Bangladesh: in uso la versione cinese Type 85[10].
- Bielorussia[11]
- Bulgaria[11]
- Cina: copie prodotte dalla Norinco (Type 79 e Type 85). Ne è stata realizzata anche una versione denominata NDM-86 riadattata per l'utilizzo dei proiettili calibro .308 Winchester.[12][13][14][15].
- Repubblica Ceca[16]
- Finlandia: variante 7,62 mm TKIV Dragunov (Tarkkuuskivääri Henkilömaaleja Vastaan, “fucile di precisione antiuomo”)[17].
- Georgia[11]
- Ungheria[18]
- India : in uso ai tiratori scelti dell'esercito indiano e prodotto localmente dalla Ordnance Factories Board sotto licenza[19].
- Iran: variante prodotta localmente con la denominazione Nakhjir Sniper Rifle.[20][21][22]
- Iraq[23][24]
- Kazakistan[11]
- Kirghizistan[11]
- Nicaragua[11]
- Corea del Nord[25]
- Pakistan: in dotazione all'esercito pakistano[26].
- Polonia[11][27]
- Russia[28]
- Unione Sovietica: in servizio dal 1963[8].
- Tagikistan[11]
- Turchia: in uso alla Gendarmeria[29].
- Turkmenistan[11]
- Ucraina[11]
- Uzbekistan[11]
- Venezuela: in dotazione ad alcune unità dell'esercito venezuelano[30].
- Vietnam: in servizio fin dalla guerra del Vietnam.